# Joan Edo i Prujà
Joan Edo i Prujà (Barcelona, 1 de març de 1946) és un antic jugador d'hoquei sobre patins català de les dècades de 1960 i 1970.

## Trajectòria
Professionalment jugà al Mercantil d'Igualada, CE Vendrell, RCD Espanyol, entre 1968 i 1971, i finalment al CE Arenys de Munt, on jugà gairebé una dècada, fins a 1980. Amb l'Espanyol guanyà un Campionat de Catalunya l'any 1969. Posteriorment fou entrenador del CE Arenys de Munt, fins a 1982.
Fou internacional amb Espanya entre 1967 i 1973, i guanyant un Campionat del Món l'any 1970.
És germà del també ex jugador Manel Edo i Prujà.

## Palmarès
RCD Espanyol
- Campionat de Catalunya:
  - 1969

Espanya
- Campionat d'Europa sots 20:
  - 1962, 1964
- Campionat del Món:
  - 1970